# Чемпіон спорту ЮНЕСКО
Чемпіони спорту ЮНЕСКО — дійсно видатні особистості у світі спорту. Це когорта спортсменів світового класу, котрі розносять ідеї ЮНЕСКО по усьому світові. До того ж, вони відображають заклопотаність ЮНЕСКО піднесенням значення фізичної культури і спорту в цілях побудови кращого майбутнього для молодого покоління.

## Поточний стан
Станом на серпень 2013 року ЮНЕСКО визначила дванадцять Чемпіонів спорту:
| Ім'я                           | Країна    | від               | спорт              | посилання                                         |
| ------------------------------ | --------- | ----------------- | ------------------ | ------------------------------------------------- |
| Віргіліюс Алекна               | Литва     | 23 листопада 2007 | метання диска      |                                                   |
| Вероніка Кемпбелл-Браун        | Ямайка    | 2008              | спринт             |                                                   |
| Сергій Бубка                   | Україна   | 4 листопада 2003  | стрибки з жердиною |                                                   |
| Давид Дує                      | Франція   | 2002              | дзюдо              |                                                   |
| В'ячеслав Фетисов              | Росія     | 26 травня 2004    | хокей              |                                                   |
| Хакухо (Мөнхбатин Даваажаргал) | Монголія  | 27 липня 2006     | сумо               |                                                   |
| Жустін Енен                    | Бельгія   | 14 грудня 2006    | теніс              |                                                   |
| Віталій & Володимир Кличко     | Україна   | 4 грудня 2006     | бокс               |                                                   |
| Пеле                           | Бразилія  | червень 1994      | футбол             | [Архівовано 11 листопада 2009 у Wayback Machine.] |
| Міхаель Шумахер                | Німеччина | 2002              | Формула 1          |                                                   |
| Жаклін "Джекі" Сільва          | Бразилія  | 2009              | пляжний волейбол   |                                                   |
| Оскар Табарес                  | Уругвай   | 30 січня 2012     | футбол             | [Архівовано 23 травня 2013 у Wayback Machine.]    |